# 高橋真麻
高橋 真麻（たかはし まあさ、1981年10月9日 - ）は、日本のフリーアナウンサー、元フジテレビアナウンサー。グレープカンパニー所属（2019年2月1日に父の高橋英樹と共にアイウエオ企画から移籍）。既婚。

## 略歴
雙葉小学校、雙葉中学校・高等学校、東京女子大学文理学部社会学科卒業。大学在学中にはフジテレビお台場アナウンススクール、TBSアナウンススクール、テレビ朝日アスク、と各局のアナウンサースクールに通っていた。
2004年4月、フジテレビにアナウンサーとして入社。同期のアナウンサーには斉藤舞子、倉田大誠がいる。
2007年7月、ブログ「マーサ☆ワールド」を開設。2007年10月から2008年3月までゆりかもめ東京臨海新交通臨海線「市場前駅」の案内アナウンスを担当。
2012年4月、『知りたがり!』にて、入社以来初めて帯番組を担当。
2013年2月13日に本人の希望により3月末で退社すると発表。広報を通じてファクスで「アナウンサーという枠を超え、より幅広く仕事をしていきたいという思いが強くなりました。4月で入社10年目を迎えるこの節目に自分の可能性を試してみたいと思い退職を決意いたしました」と説明。
2013年3月31日をもって、フジテレビを退社。4月1日付けで、母親の小林亜紀子が社長を務めるアイウエオ企画に所属。
2018年12月22日、一般人男性と結婚。24日にブログで報告した。
2019年2月1日に父の英樹と共に、アイウエオ企画からグレープカンパニーに移籍。
2019年12月3日、第1子を妊娠中であり、翌春5月頃に出産予定であることをレギュラー出演しているテレビ番組『スッキリ』にて報告した。2020年5月1日、第1子出産を報告。
2022年8月11日、第2子の妊娠を報告。11月14日、第2子男児の出産を報告。

## 来歴・人物
身長162cm、バストサイズはHカップある。真っ直ぐ、麻の葉のようにすくすくと成長するように「真麻（まあさ）」と名付けられた。愛称は「マーサ」。父は俳優の高橋英樹で、一人娘である。フジテレビに入社する以前、高橋英樹の娘として両親とともに旅番組やグルメ番組に幾度か出演している。
宝塚歌劇団のファンであり、ボイストレーニングにも通っていた。そのため、歌唱力をバラエティ番組で披露する機会も多い。
体重の変動がきわめて激しく大食いであるが、本人は否定している。特に好物なのは麻婆豆腐で、これは名前（「麻」は中国語で「辛い」という意味がある）も影響しているという。
『千原ジュニアのヘベレケ』（東海テレビ）にて、以前アンガールズの田中卓志のことが好きだったと明かしている。
2018年8月8日に、高級ティッシュの発売記念イベント「大昭和紙工×高橋真麻 ギネス世界記録Wチャレンジ」イベントに出演した際、「1分間高速ティッシュ引き抜き」に挑戦。結果それまでの世界記録75枚を上回る116枚を引き抜き、ギネス世界記録に認定された。

## 出演

### テレビ

#### 現在の出演番組
- みいつけた!（2015年 - 、NHK・Eテレ） - マーナさん 役（声の出演）
- ソレダメ!〜あなたの常識は非常識!?〜（2015年4月15日 - 、テレビ東京） - MC[14][注 1]
- トークィーンズ（2022年4月7日 - 、フジテレビ）− パネラー

#### 過去の出演番組

##### フジテレビ時代
- FNS27時間テレビ
- めざにゅ〜（2005年1月6日 - 2006年9月29日、木・金曜日担当）
- めざましテレビ
  - 「朝イチ!めざまし情報局」（2005年1月 - 3月、木・金曜日担当）
  - 「ココ調」担当、（隔週、2011年12月1日 - 2012年3月29日）
- FNNスーパーニュースWEEKEND
  - 「マーサのごじまんジャーニー」（2004年10月2日 - 2006年9月30日）
  - 「マーサのチャレンジマイスター」（2006年10月 - 2007年9月、月に1度出演）
  - 日曜日担当ナレーター（2008年4月6日 - 2011年6月26日）
- FNNスーパーニュース（2004年10月 - 2006年9月、月曜日担当） - フィールドキャスター（リポーター）
- グラビアトークオーディションナレーター（2006年10月 - 2007年3月）
- メッセージ.jp（BSフジ） - アシスタント
- 情報プレゼンター とくダネ!（2008年1月 - 3月） - 友近キッチンのレポーター
- アナ☆ログ
- チルドレンタイムSP KIDSワークショップ（フジテレビ721）
- 企業最前線（不定期出演）
- アナ★バン!（不定期出演）
- BBコンプレックス
- エチカの鏡〜ココロにキクTV〜（2009年2月 - 2010年9月） - ナレーター
- BSフジNEWS[注 2]
  - 日曜昼担当（2008年4月6日 - 2011年6月26日）
  - 月曜昼＜隔週＞（2010年4月12日 - 2011年6月20日）
- FNNレインボー発
  - 水曜夜担当（2008年10月1日 - 2011年6月29日）
  - 月曜昼＜隔週＞（2010年4月12日 - 2011年6月20日）
- 草彅剛の女子アナスペシャル（2010年1月 - 2013年1月）コーナー「女子アナ歌がうまい王座決定戦」出演
- BSフジLIVE プライムニュース
  - グローバルニュース担当（2010年4月7日 - 2011年6月29日）
- しあわせの素（2011年4月13日 - 9月22日） - ナレーション
- ニュースJAPAN - ナレーション
- 第45回爆笑ヒットパレード2012（2012年1月1日） - 司会
- 笑っていいとも!
  - 金曜日テレフォンアナウンサー（2011年4月8日 - 2011年9月30日）
  - 木曜日テレフォンアナウンサー（2011年10月6日 - 2012年3月29日）
- 人生の正解TV〜これがテッパン!〜（2013年2月2日） - 司会
- 知りたがり!（2012年4月2日 - 2013年3月29日） - コーナー担当

##### フリー転向後
- 人生の正解TV〜これがテッパン!〜（2013年5月3日 - 9月13日、フジテレビ、進行役）[15]
- メレンゲの気持ち（2013年10月5日 - 2014年10月4日、日本テレビ） - MC
- 趣味Do楽「めざせカラオケ王（キング）! 広瀬香美のボーカル・レッスンPART2」（2013年12月3日 - 2014年1月28日、NHK Eテレ） - 生徒
- この恋で私は生まれた（2014年1月8日、TBS） - MC
- 卒業文集の夢、叶いましたか?〜夢の答え合わせバラエティ〜（2014年7月7日 - 28日、テレビ東京） - MC
- 趣味どきっ!「開け!世界遺産」（2015年12月 - 2016年1月（全9回）、NHK Eテレ） - トラベラー
- 真麻の部屋へようこそ!（2013年10月12日 - 2015年6月26日、NOTTV） - MC
- 5時に夢中!（2018年9月13日他、TOKYO MX）
- 有吉弘行のダレトク!?（2013年10月8日 - 2019年3月19日、関西テレビ） - アシスタント
- 水野真紀の魔法のレストランR（2014年4月14日 - 2016年9月14日、MBS）
- おとなの基礎英語（2015年3月30日 - 2016年4月1日、NHK Eテレ）[16]
- 真麻のドドンパッ!（2016年10月3日 - 2017年9月29日、BS日テレ） - MC
- お金のなる気分〜欲張り女子のケーザイ学〜（2016年10月13日 - 2018年3月29日、BSジャパン） - MC
- MA-SAの発見★スマイルアース（2017年11月3日 - 、テレビ東京） - MA-SA 役（MC）
- 今夜はナゾトレ（フジテレビ、不定期出演）
- 千原ジュニアのヘベレケ（2013年12月29日 - 2019年9月26日、東海テレビ） - アシスタントMC
- チャント!（2019年4月1日 - 2021年3月26日､ CBCテレビ）- 月→金コメンテーター
- バイキングMORE（2016年4月12日 - 2022年3月28日、フジテレビ）- 火曜→月曜MC[17]
- スッキリ（2015年3月30日 - 2023年3月30日、日本テレビ） - 月曜 → 火曜 → 木曜コメンテーター[18]

### ラジオ
フジテレビ時代
- メダマ!?ラジオ（2007年12月期・毎週火曜、ニッポン放送）

フリー転向後
- 高橋真麻のもちはだミュージック（2018年6月3日 - 2020年3月29日､ @FM） - MC

### テレビドラマ
- まるまるちびまる子ちゃん（2007年11月1日、フジテレビ） - ランプの精 役
- スミレ刑事の花咲く事件簿 epsode 0（2011年3月27日、フジテレビTWO） - 婦人警官 役
- 地獄先生ぬ〜べ〜 第3話・第4話（2014年10月25日・11月1日、日本テレビ） - 妖怪・トイレの花子さん 役[19]
- 水曜ミステリー9 ハガネの警察医（2015年4月22日、テレビ東京） - テレビの占いアナウンサー 役

吹き替え
- バッドガイズ（2022年10月7日） - ティファニー 役[20]

### CM・広告
- オークローンマーケティング「ショップジャパン トゥルースリーパー」（2016年） [21]
- 越後製菓（父・高橋英樹と共演）
- LIXIL「サッシ まずマド夫婦」（ピエール瀧、山下智久と共演）
- サントリー「おいしい腸活 流々茶」（2019年） ※ブランドイメージキャラクター[22]
- ビタブリッドジャパン「ターミナリアファースト」（2019年 - ）[23][24]
- 太田胃散「おいしい桑の葉青汁」（2021年）